# ペルセウス座流星群

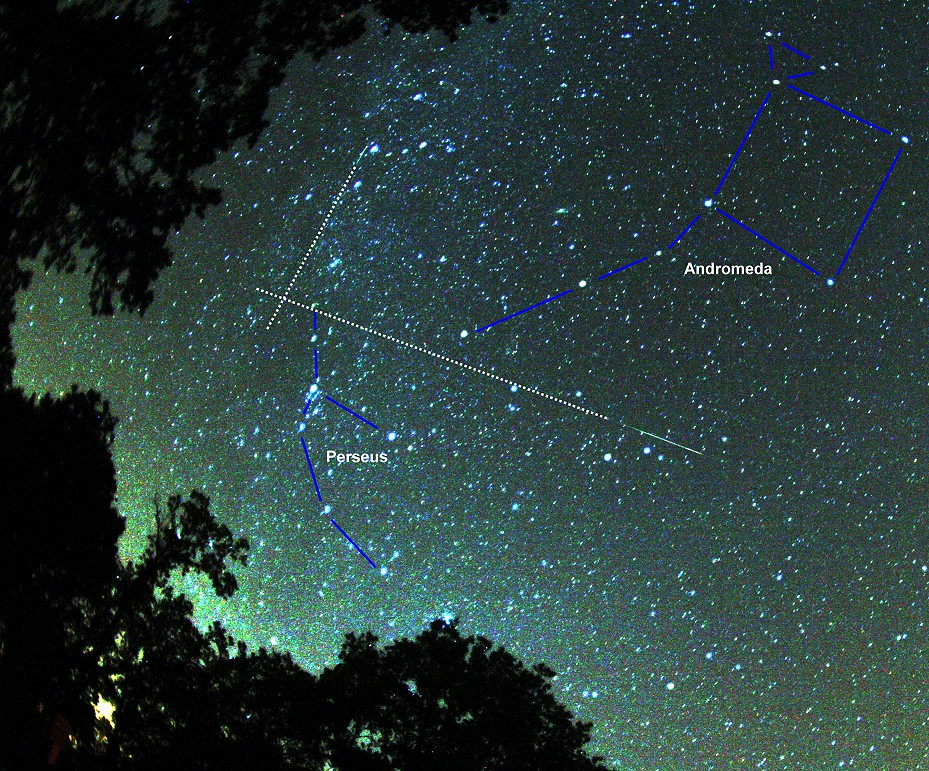
ペルセウス座流星群の放射点

ペルセウス座流星群（ペルセウスざりゅうせいぐん、学名 Perseids）はペルセウス座γ星付近を放射点として出現する流星群である。ペルセウス座γ流星群（ペルセウスざガンマ流星群）とも呼ばれる。7月20日頃から8月20日頃にかけて出現し、8月13日前後に極大を迎える。しぶんぎ座流星群、ふたご座流星群と並んで、年間三大流星群の1つ。

## 母天体
母天体は周期133年のスイフト・タットル彗星である。この彗星は1862年にルイス・スウィフトとホレース・タットルによって独立に発見され、イタリアの天文学者ジョヴァンニ・スキアパレッリによってペルセウス座流星群の母天体ではないかと指摘された。彗星が流星群の母天体であると指摘されたのはこれが最初である。当初は1982年頃にスイフト・タットル彗星が回帰するとされていたが発見されなかった。しかし、ブライアン・マースデン博士の研究結果及び、1991年と1992年にペルセウス座流星群が平年の2倍以上という大出現をしたことから母彗星も回帰すると予測され、1992年の9月27日に日本のコメットハンター木内鶴彦がスイフト・タットル彗星を再発見した。

## 活動
極大時の1時間あたりの平均出現数は50個とされる。極大の前後数日間は1時間に10個以上の出現がある。お盆や夏休みの時期にあたり、また夜間の気温も高い時期にあたることから、最も観測しやすい流星群と言われることもある。
ペルセウス座流星群の流星は、流れる速度が速く、途中で急激に増光することがある。また、明るい流星や火球が多く、流星痕が残ることも多い。これは、対地速度が59 km/sと流星群の中では比較的速いことによる。
比較的明るい為、薄曇りでも雲間から観測する事もできる。
観測しやすい事と、夏休みの時期とも重なり、夏休みの自由研究課題などとして子供向けに各地で観望会が開かれる。

## 歴史
ペルセウス座流星群の最も古い観測記録は西暦36年であり、1時間あたり100個以上の出現が観測されている。流星群として存在が明らかになったのは1837年であり、これはしし座流星群に次いで2個目である。19世紀までに少なくとも20回の出現記録がある。1861年から1862年には彗星と流星との関係に関する詳しい記述が残されており、その記述から換算すると1時間に数万個の流星が出現する「流星雨」と呼ぶにふさわしい出現だったとみられている。特にスイフト・タットル彗星が発見された1862年は、清と日本で観測されている。清では、満月の中4夜に渡って出現し、極大時には1時間あたり4,800個に達する流星嵐を降らせたという記録が残っている。日本でも、「タバコを一服ふかしているうちに沢山見た」との記録がある。それ以降は1921年に少し多かったとされる以降、ここ数十年は安定した出現を見せている。ただし1980年8月12日の日本の明け方は、いつもより多少多く流れたとされる（当時の天文雑誌を参照されたい)。また母彗星が回帰した前後の1991年から1994年にかけては出現数が平年の2倍以上になった。原因が同じと見られる小さなピークは、それ以降2-3年は見えていたようである。2004年は平常であったらしい。これらの現象は、今では流星雨のコンピューター・シミュレーションの格好の当否判断材料になっている。